# Stade d'Oita
 (avril 2025).
Le stade d'Oita (大分スポーツ公園総合競技場, en anglais Ōita Big Eye Stadium), surnommé le Grand œil en raison de sa forme, est un stade de 40 000 places situé à Ōita au Japon. Le stade d'Oita est utilisé principalement pour le football, il est l'enceinte de l'Oita Trinita.

## Histoire
Achevée en mai 2001, sa construction aura coûté près de 225 millions d'euros. Il fut l'un des 20 stades à accueillir des matchs de la Coupe du monde de football de 2002.
En 2019, il accueille la  Coupe du monde de rugby

## Événements
- Coupe Kirin, 2001
- Coupe du monde de football de 2002
- J. League All-Star Soccer, 9 octobre 2005
- Coupe du monde de rugby à XV 2019

## Galerie

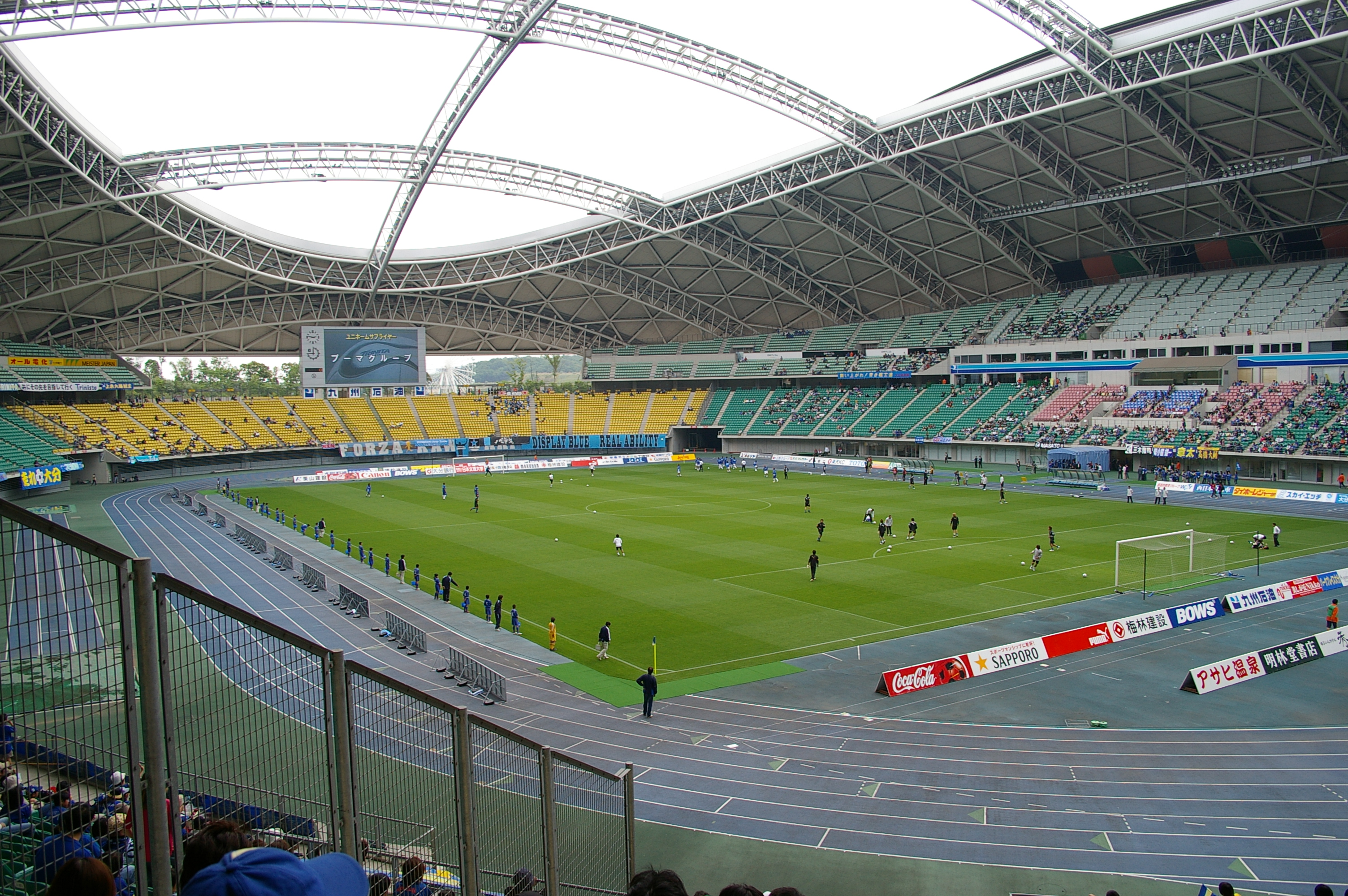
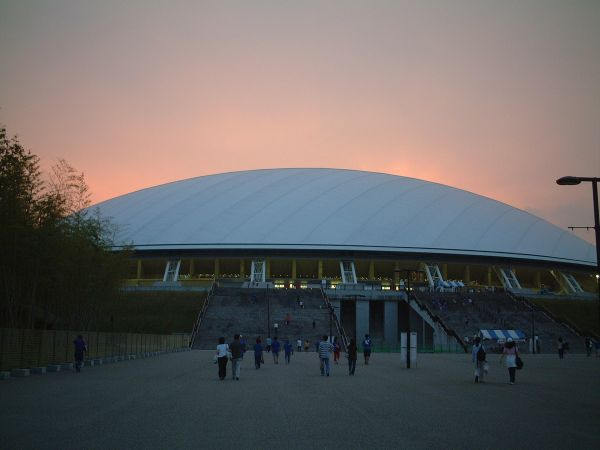

### Coupe du monde de football de 2002

#### Matchs du1ertour
- 10 juin 2002:  Tunisie 1-1 Belgique

- 13 juin 2002:  Mexique 1-1 Italie

#### Huitièmes de finale
- 16 juin 2002:  Suède 1-2 Sénégal

### Coupe du monde de rugby à XV de 2019

#### Matchs du1ertour
- 2 octobre 2019:  Nouvelle-Zélande 63-0 Canada

- 5 octobre 2019:  Australie 45-10 Uruguay

- 9 octobre 2019:  Pays de Galles 29-17 Fidji

#### Quarts de finale
- 19 octobre 2019: 1/4 de finale  Angleterre 40-16  Australie

- 20 octobre 2019: 1/4 de finale  Pays de Galles 20-19  France